# Coro Monti Pallidi
Il Coro Monti Pallidi è un coro a voci pari maschile italiano, il cui repertorio è prevalentemente di canto popolare di montagna. Nacque nel 1967 ad Ora, su iniziativa del maestro Sergio Maccagnan; ben presto la sede fu però spostata a Laives.

## Storia
Dal 1966 alcuni corsi di musica corale tenuti dal maestro Maccagnan a Laives e Ora riscossero un successo tale da far nascere, dall'unione dei due corsi, la corale Claudio Monteverdi. Una parte della componente maschile della Monteverdi diede vita, durante una riunione in un albergo di Ora, al coro Monti Pallidi: era il novembre del 1967.
La prima sede fu trovata nella chiesa di San Leonardo a Bronzolo, poi il coro trovò la sua sede definitiva a Laives.
Dall'anno successivo il coro cominciò a cimentarsi con concorsi di livello regionale e nazionale, conquistando diversi podi e sei primi posti assoluti.
Sergio Maccagnan ha diretto il coro fino al 1º gennaio 2005, quando la direzione è passata al figlio Paolo.
Molto importante è stata la vittoria all'edizione 2006 del Grand Prix der Volksmusik: il Coro Monti Pallidi si è aggiudicato questo importante riconoscimento con Salve Regina, cantata insieme a Belsy ed a Rudy Giovannini.
Il 3 novembre 2007 il coro ha festeggiato i 40 anni con un disco ed un concerto a Laives.
Dieci anni più tardi, per i cinquant'anni di attività, il coro è stato il soggetto di un documentario del regista albanese Erald Dika, Cinquanta primavere - Il Coro Monti Pallidi si racconta, uscito poi nel 2019.
Tra il 2023 e il 2024 a Paolo Maccagnan si è affiancato come condirettore Leonardo Sonn.

## L'associazione di promozione sociale Monti Pallidi
Parallelamente all'attività del coro principale, sono nati alcuni altri progetti corali: il coro di voci bianche Piccole Voci del Coro Monti Pallidi, il coro giovanile a voci miste Voci di Passaggio, il coro femminile Coro Artemisia ed il coro di voci miste Schola Cantorum. Tutte le formazioni corali, assieme al gruppo carnevalesco Monti Pallidi che partecipa con un proprio carro al Carnevale di Laives, sono riunite sotto il cappello dell'APS Monti Pallidi, nata nel 2017.

### Piccole Voci del Coro Monti Pallidi
Già nel 1999 Paolo Maccagnan aveva lanciato un progetto per un coro di voci bianche, il Piccolo Coro Monti Pallidi, esperienza durata tre anni.
Nel 2008 il progetto è stato rilanciato, con la nascita del coro Piccole Voci del Coro Monti Pallidi, diretto dalla cantante lirica Lorenza Maccagnan, sorella di Paolo.

### Coro Artemisia
Una sezione femminile del Coro Monti Pallidi, il Coro Artemisia, è attiva dalla primavera del 2015, anch'esso inizialmente diretto da Paolo Maccagnan, cui è successivamente subentrata Rossella Simonazzi.

### Schola Cantorum di Laives

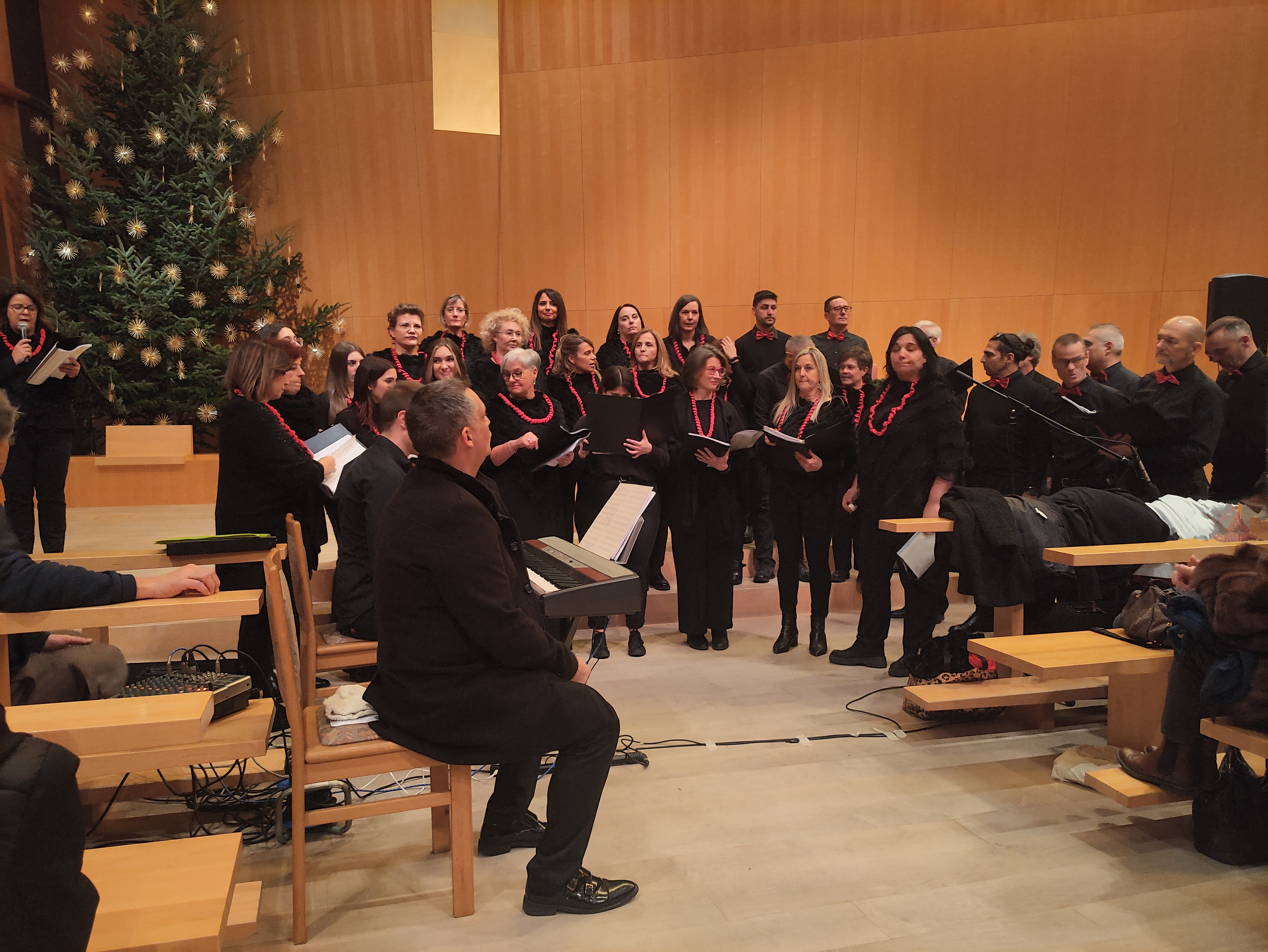
Il coro Schola Cantorum

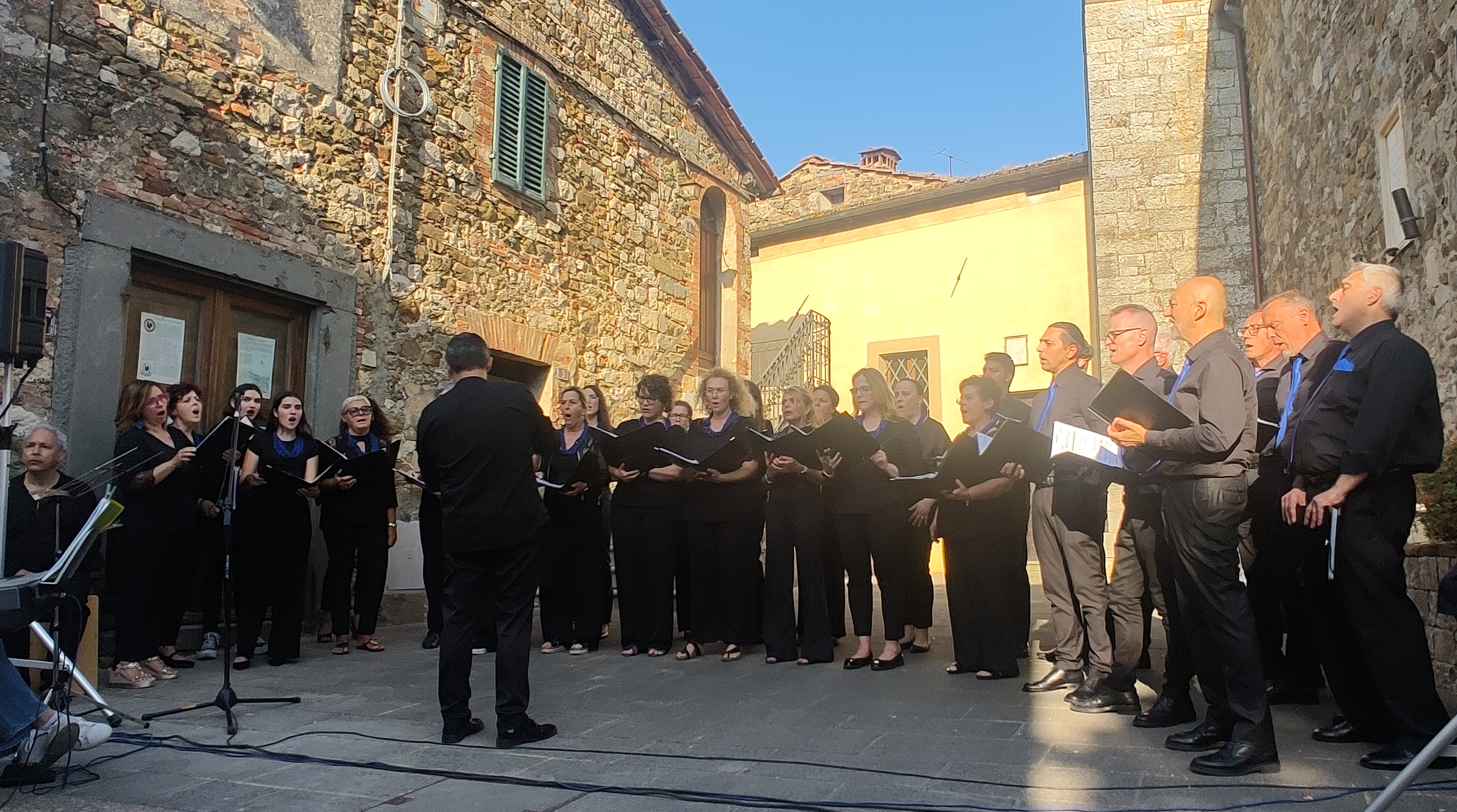
Il coro Schola Cantorum in concerto a Vagliagli

La Schola Cantorum di Laives è il coro misto legato al Coro Monti Pallidi. Nacque nel 1981 per coinvolgere gli studenti di scuole medie inferiori e superiori, sviluppandosi poi come coro a voci miste. La sua attività continuò fino ai primi anni 2000.
La sezione è stata poi ricostituita, sempre come coro a voci miste, nel 2017, sotto la direzione di Paolo Maccagnan.

### Coro Voci di Passaggio
Il coro Voci di Passaggio è un coro giovanile a voci miste, nato nel 2018. Si pone come coro anagraficamente intermedio tra le Piccole Voci ed i cori di adulti, rivolgendosi dunque agli adolescenti dagli undici ai diciotto anni. È diretto da Lorenza Maccagnan.

## Concorsi
I podii conquistati dal coro Monti Pallidi in concorsi regionali e nazionali:
- 1969
  - 3º posto al concorso regionale ENAL di Bolzano
- 1970
  - 1º posto al concorso nazionale di Vittorio Veneto
- 1971
  - 1º posto al concorso nazionale di Mossale di Parma
  - 2º posto al concorso regionale ENAL di Bolzano
  - 2º posto al concorso nazionale Appennino Reggiano di Toano
- 1972
  - 1º posto al concorso regionale ENAL di Bolzano
  - 1º posto al concorso nazionale di Appiano Gentile
  - 1º posto al concorso nazionale di Mariano Comense
  - 2º posto al concorso nazionale di Adria
- 1973
  - 1º posto al concorso regionale di Vigolo Vattaro
  - 2º posto al concorso nazionale di Brunate
  - 3º posto al concorso di Seregno
- 1981
  - 3º posto al concorso nazionale di Brentonico
- 1999
  - 2º posto al concorso nazionale di Vittorio Veneto (il 1º posto non fu assegnato)
- 2006
  - 1º posto al Grand Prix der Volksmusik

## Discografia
- 1976 - Quatro cavai che trota
- 1986 - ...dai Monti Pallidi...
- 1990 - Coro Monti Pallidi
- 2004 - Voce da una valle
- 2006 - Stille Nacht
- 2007 - 40 anni di musica
- 2018 - Lis Montes Pàljes